# حشره‌خوار شوش
حشره‌خوار شوش یا حشره‌خوار ایرانی (نام علمی: Crocidura susiana)، جانوری از خانوادهٔ حشره‌خوران دندان‌سفید است که بومی ایران می‌باشد. بقای این پستاندار به دلیل نابودی زیستگاهش در معرض تهدید قرارگرفته و اتحادیه بین‌المللی حفاظت از محیط زیست آن را در فهرست جانوران در خطر انقراض قرار داده است.